# Youssef Kalfa
Youssef Kalfa (arab. يوسف قلفا; ur. 14 maja 1993 w Hamie) – syryjski piłkarz grający na pozycji lewego pomocnika. Od 2019 jest zawodnikiem klubu Al-Qadsiah FC.

## Kariera piłkarska
Swoją karierę piłkarską Kalfa rozpoczął w klubie Taliya SC, w którym w 2011 zadebiutował w pierwszej lidze syryjskiej. W 2015 przeszedł do Al-Jaish Damaszek. W sezonach 2015/2016 i 2016/2017 został z Al-Jaish mistrzem Syrii.
Latem 2017 Kalfa przeszedł do kuwejckiego klubu Al-Nasr Kuwejt. Pół roku później został zawodnikiem Emirates Club ze Zjednoczonych Emiratów Arabskich. Zadebiutował w nim 22 stycznia 2011 w przegranym 1:4 domowym meczu z Al-Wasl Dubaj. W Emirates Club spędził pół roku.
W latach 2018–2019 Kalfa został zawodnikiem saudyjskiego klubu Al-Hazem FC. Swój debiut w nim zaliczył 13 września 2018 w zremisowanym 1:1 domowym meczu z Al-Taawoun FC.
4 lutego 2019 podpisał kontrakt z saudyjskim klubem Al-Qadsiah FC.

## Kariera reprezentacyjna
W reprezentacji Syrii Kalfa zadebiutował 27 sierpnia 2016 w zremisowanym 0:0 towarzyskim meczu z Tadżykistanem. W 2019 powołano go do kadry na Puchar Azji.